# Maximilian Ruth (Jurist)
Maximilian Ruth (* ca. 1802 in Freiburg im Breisgau; † 2. April 1873 in Rastatt) war seit 1829 im badischen Staatsdienst und wurde 1866 in den Ruhestand versetzt.

## Leben
Ruth studierte Rechtswissenschaften zunächst vor 1826 an der Universität Freiburg und ab April 1826 an der Universität Heidelberg. 1823 wurde er Mitglied des Corps Rhenania Freiburg. Von 1827 bis 1829 war er Rechtspraktikant.
Weitere Stationen seines beruflichen Werdegangs:
- 1829 Hofgerichtsadvokat in Rastatt
- 26. Januar 1839 Amtsassessor beim Bezirksamt Eppingen
- 5. Juli 1841 Amtsassessor beim Bezirksamt Rastatt
- Dezember 1842 Amtmann beim Bezirksamt Rastatt
- 3. Mai 1848 Amtsvorstand beim Bezirksamt Gerlachsheim
- 25. November 1848 Amtsvorstand beim Bezirksamt Tauberbischofsheim
- 1852 Oberamtmann beim Bezirksamt Tauberbischofsheim
- 24. Januar 1855 Oberamtmann beim Bezirksamt Ettlingen
- 8. Oktober 1866 Oberamtmann beim Bezirksamt Eppingen
- 3. November 1866 in den Ruhestand versetzt

## Auszeichnungen
- 1859 Ritterkreuz des Zähringer Löwen-Ordens[1]